# Trung đoàn 88, Sư đoàn 308
Trung đoàn Bộ binh 88 thường gọi là Trung đoàn Tu Vũ là một trung đoàn của Quân đội nhân dân Việt Nam, trực thuộc Sư đoàn 308 Quân đoàn 12.

## Lịch sử
Trung đoàn 88 được thành lập vào ngày 01/7/1949 tại xóm Gò Pháo, xã Tân Cương, huyện Đồng Hỷ, tỉnh Thái Nguyên. Trung đoàn thành lập trên cở sở nhập các đơn vị thiện chiến đã lập công trên các chiến trường, gồm Trung đoàn 72 Bắc Cạn, Tiểu đoàn 23, Tiểu đoàn 29 Lũng Vài và các đơn vị đại đội ở Hà Nội, khu mỏ Quảng Yên, Hòn Gai, Chiến khu Đông Triều, Lạng Sơn, Bắc Giang, Vĩnh Yên, Phúc Yên.
Sau khi thành lập trung đoàn nằm trong đội hình, Đại đoàn 308 đã chiến đấu và lập nhiều chiến công trong kháng chiến chống thực dân Pháp trên chiến trường Bắc Bộ, E88 – Tu Vũ tham gia các chiến dịch:
1. Chiến dịch Đường số 4 thu đông năm 1949, Quân đội nhân dân Việt Nam tiêu diệt cứ điểm Hà Nam, Bản Bẻ có sự phối hợp của Quân giải phóng nhân dân Trung Quốc đang chiến đấu với quân Tưởng Giới Thạch ở biên giới Việt – Trung.
2. Chiến dịch biên giới 1950, tiêu diệt binh đoàn Charton, Le-page của Pháp,khai thông biên giới Việt – Trung.
3. Chiến dịch Trung du năm 1950-1951,tiêu diệt binh đoàn cơ động Vanuxem, phá hủy cứ điểm Thằn Lằn, Hứa Bằng...
4. Chiến dịch Quang Trung tháng 5/1951, trên chiến trường Hà Nam Ninh diệt 2 cứ điểm Non Nước, Chùa Cao...
5. Chiến dịch Hòa Bình 12/1951 đến 2/1952, tiêu diệt cứ điểm Tu Vũ đánh giao thông trên đường số 6 và giải phóng thị xã Hòa Bình có 1 tiểu đoàn Âu Phi bị diệt. Sau chiến thắng đó, Trung đoàn 88 đã vinh dự được Bác Hồ khen ngợi và được đặt tên là Trung đoàn Tu Vũ. Lễ kết nghĩa Trung đoàn 88 và Liên đoàn Thanh niên Việt Nam (Đoàn TNCS Hồ Chí Minh ngày nay) đã được tiến hành trọng thể trong lễ mừng công sau chiến thắng Tu Vũ của Trung đoàn.
6. Chiến dịch Tây Bắc 1952, tiêu diệt cứ điểm Nghĩa Lộ Phố, Mường Lụm, tấn công Quân Pháp trên đường 41 bao vây Na Sản và giải phóng tỉnh Sơn La.
7. Chiến dịch thượng Lào 1/1953,cùng bộ đội Pa Thét Lào giải phóng Sầm Nưa và 1/2 tỉnh Xiêng Khoảng và lưu vực sông Nậm Hu.
8. Chiến dịch Hoàng Hoa Thám 3/1954, tiêu diệt các vị trí: Cán Tháp, Lục Nước, Sông Trâu, Bãi Thảo – Hòa Bình, Sơn La.
9. Chiến dịch Điện Biên Phủ 1954 tiêu diệt cứ điểm đối độc lập, cắt đứt sân bay Mường Thanh, góp phần thắng lợi tiêu diệt tập đoàn cứ điểm Điện Biên Phủ.
Trong 9 năm chống Thực dân Pháp, Trung đoàn 88 đã trực tiếp tham gia 9 chiến dịch lớn, đánh 242 trận, diệt và bắt sống 5.125 tên địch, bắn cháy 175 xe cơ giới, trong đó có 102 xe tăng, thu hàng ngàn súng các loại và phương tiện chiến tranh. Thực hiện hiệp định Geneve,Trung đoàn Bộ binh 88 – Tu Vũ trong đội hình Đại đoàn 308 được nhận nhiệm vụ tiếp quản thủ đô. Và từ đây khu vực Thậm Thính – Thạch Sơn – Phú Thọ là doanh trại huấn luyện của Trung đoàn.
Ngày 31/12/1965, trung đoàn được nhân đôi thành Trung đoàn 88B và Trung đoàn 88A. Trung đoàn 88A được giao nhiệm vụ vào Nam để cùng Quân Giải phóng miền Nam chiến đấu trực tiếp với quân đội Mỹ. Đơn vị tập trung tại ga Hương Canh, có Đại tướng Võ Nguyên Giáp tới thăm và động viên.
Để đáp ứng yêu cầu của giai đoạn cách mạng mới, ngày 28/8/1979, Trung đoàn Bộ binh 88 chuyển thành Trung đoàn Bộ binh cơ giới. Năm 1979, Chiến tranh Biên giới Việt-Trung bùng nổ, Tiểu đoàn 4 của Trung đoàn 88 nhận nhiệm vụ tăng cường cho Sư đoàn 312 tham gia chiến đấu tại mặt trận Vị Xuyên - Hà Tuyên và hoàn thành tốt nhiệm vụ bảo vệ chủ quyền đất nước. Tháng 7/1991, trước yêu cầu nhiệm vụ mới, trung đoàn chuyển thành trung đoàn bộ binh rút gọn...

## Lãnh đạo, Chỉ huy
- Tham mưu trưởng:
- Phó Tham mưu trưởng:

## Thành tích
- 2 lần tuyên dương phong tặng danh hiệu Anh hùng Lực lượng Vũ trang nhân dân vào các năm 1979 và 2000.